# Overschiestraatbrug
De Overschiestraatbrug (brug 173P) is een kunstwerk in Amsterdam Nieuw-West. Alhoewel de naam dragend van een brug is het een stelsel aan viaducten (of tunnel), Amsterdam duidt meestal viaducten en tunnels als bruggen aan.
De viaducten, geheel van beton, zijn gelegen in de Rijksweg 10. De tunnel vormt de verbinding tussen aan de westkant Overschiestraat en aan de oostkant de Anthony Fokkerweg/Luchtvaartstraat. Er werd hier een kunstwerk gebouwd in de jaren 1973-1975. De Ringweg-West had vanuit het noorden het punt bereikt dat een verbinding gebouwd werd tot aan het Knooppunt De Nieuwe Meer.
De Overschiestraatbrug is het laatste viaduct in de Ringweg-West tussen Coentunnel en Knooppunt De Nieuwe Meer. Richting zuiden splitst de weg zich al voor het viaduct voor enerzijds de verbinding met de Rijksweg 4 en anderzijds richting de Ringweg-Zuid. Richting noorden is het verkeer komend van de Rijksweg 4 en Ringweg-Zuid al samengevoegd. Voorts draagt het viaduct een verkeersweg die een directe verbinding geeft tussen de Ringweg-Zuid en de Henk Sneevlietweg.
De viaducten gingen sinds de aanleg naamloos door het leven met het brugnummer 173P hetgeen verwijst naar een brug in Amsterdam in beheer bij het rijk of de provincie, in dit geval het rijk. Op 5 december 2017 besloot de Amsterdamse gemeenteraad om deze brug in een serie vernoemingen te vernoemen naar de onderliggende weg, zodat het bouwwerk kon worden opgenomen in de Basisadministratie Adressen en Gebouwen. Amsterdam heeft ook twee Overschiebruggen.
In de hoogtebeveiliging voor het viaduct vanuit de Anthony Fokkerweg, de tunnel heeft een maximale doorrijhoogte van slechts 3 meter, is een klein kunstwerk te zien. Daar waar stalen buizen hangen om de hoger geladen auto’s de waarschuwen, is op een buis een springend paard te zien.